# Jeandelize
Jeandelize település Franciaországban, Meurthe-et-Moselle megyében. Lakosainak száma 369 fő (2022. január 1.). Jeandelize Boncourt, Olley, Puxe és Thumeréville községekkel határos.

## Népesség
A település népességének változása:
| Lakosok száma | 384  | 353  | 373  | 401  | 383  | 377  | 374  | 373  | 372  | 369  |
|               | 1968 | 1982 | 1990 | 2006 | 2013 | 2015 | 2017 | 2019 | 2020 | 2022 |